# Пригородный сельский совет (Днепропетровская область)
Пригородный сельский совет (укр. Приміська сільська рада) — входит в состав Никопольского района
Днепропетровской области Украины.
Административный центр сельского совета находится в с. Пригородное.

## Населённые пункты совета
- с. Пригородное
- с. Алексеевка
- с. Старозаводское

## Ликвидированные населённые пункты совета
- пос. Изобильное